# ماریا اسامپتا
ماریا اسامپتا (به انگلیسی: Maria Asumpta) یک کشتی بود که طول آن ۱۲۳ فوت (۳۷٫۴۹ متر) بود. این کشتی در سال ۱۸۵۸ ساخته شد.